# Signoria di Mirabel

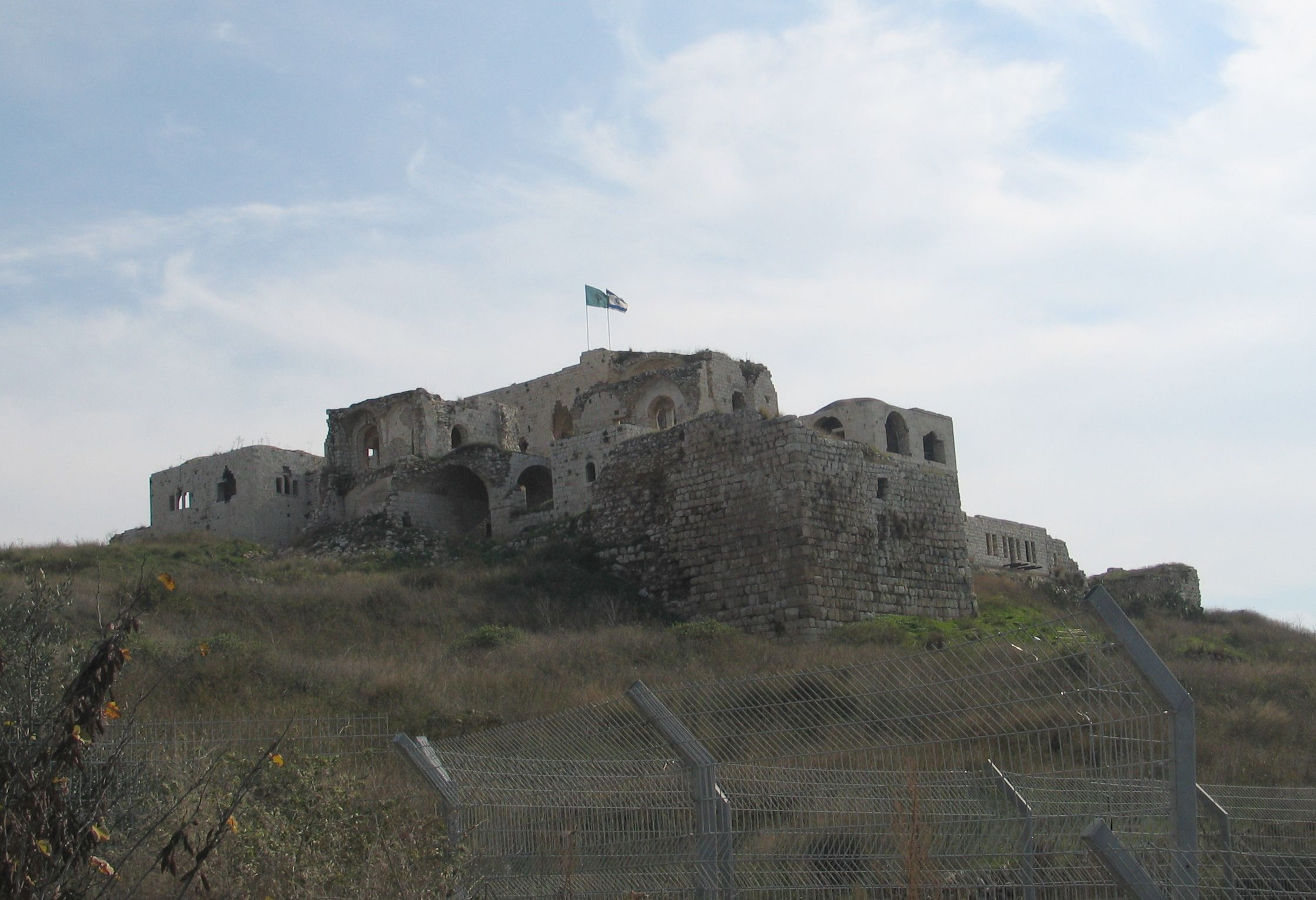
Rovine della fortezza di Mirabel.

La signoria di Mirabel era vassalla della Contea di Giaffa, che a sua volta era feudo del Regno di Gerusalemme.
Era la signoria più a nord della contea di Giaffa, solo formalmente separata dalla signoria di Ibelin, ma controllata di fatto dalla stessa casata Ibelin.

## Storia
Mirabel fu conquistata nel primo decennio del reame crociato e integrata nella Contea di Giaffa. Dopo la rivolta di Ugo II di Le Puiset, conte di Giaffa, essa divenne  sede della signoria infeudata a Barisano di Ibelin.

### Signori di Mirabel
- 1135-1151: Barisano di Ibelin († 1151), signore di Ibelin
- 1151-1186: Baldovino di Ibelin († 1187), signore di Ramla, secondo figlio di Barisano
- 1186-1187: Tommaso di Ibelin († 1188), signore di Ramla, figlio del precedente.